# Шеталиште Др Миодраг Лазић
Шеталиште Др Миодраг Лазић градска је алеја Источног Сарајева у општини Источна Илиџа. Носи назив по чувеном ратном хирургу Миодрагу Лазићу којем је на овом шеталишту 9. јануара 2024. подигнут и споменик.

## Појединости
Шеталиште се простире кроз насеље Добриња 1 у Републици Српској и план је да буде повезано са Тргом Србије у Источном Новом Сарајеву и тиме га пасарелом повеже са Источном Илиџом . На шеталишту је постављена и љетна сцена иза које се налази Храм Светог Василија Острошког на Вељинама . 
На шеталишту је 2024. године отворена и Галерија „Жарко Видовић“.